# Estación de Sidrolândia
La Estación Ferroviaria de Sidrolândia fue una construcción destinada al embarque o desembarque de pasajeros de trenes y, en segundo término, a la carga y descarga de mercancía transportada. Usualmente consistía en un edificio para pasajeros (y posiblemente para cargas también), además de otras instalaciones asociadas al funcionamiento del ferrocarril. 

## Historia
La Estación Central de Sidrolândia fue inaugurada el 19 de abril de 1944 y se llamaba inicialmente Anhanduí, nombre oficial hasta 1953, siendo el primer tramo del ramal que iba inicialmente hasta Maracaju. Durante su proyecto, tenía el nombre de Vacaria. A mediados de 1960 ya tenía el nombre actual. El 1 de junio de 1996, fue realizado el último viaje que pasó por la estación.